# Spoorlijn Monsempron-Libos - Cahors
De spoorlijn Monsempron-Libos - Cahors was een  Franse spoorlijn van Monsempron-Libos naar Cahors. De lijn was 45,7 km lang en heeft als lijnnummer 632 000.

## Geschiedenis
De lijn werd geopend door de Compagnie du chemin de fer de Paris à Orléans op 2 december 1869 en was daarmee de eerste spoorverbinding met Cahors. Bij de opening van de spoorlijn Les Aubrais-Orléans - Montauban-Ville-Bourbon in 1891 ging het gedeelte tussen Mercuès en Cahors administratief over op deze lijn.
Personenvervoer werd opgeheven op 26 september 1971. Goederenvervoer was er tot 25 september 1977 tussen Castelfranc-Prayssac en Mercuès, tot 1 maart 1980 tussen Fumel en Castelfranc-Prayssac en tot 2004 tussen Monsempron-Libos en Fumel.

## Aansluitingen
In de volgende plaatsen is of was er een aansluiting op de volgende spoorlijnen:
Monsempron-Libos
RFN 631 000, spoorlijn tussen Niversac en Agen
aansluiting Libos
RFN 590 000, spoorlijn tussen Les Aubrais-Orléans en Montauban-Ville-Bourbon
Cahors
RFN 633 000, spoorlijn tussen Cahors en Moissac
RFN 724 000, spoorlijn tussen Cahors en Capdenac